# Uvali settentrionali
Gli Uvali settentrionali (in russo Се́верные Ува́лы, Severnye Uvaly) sono dei modesti rilievi collinari della Russia europea settentrionale, estesi su parte dei bacini idrografici del Volga e della Dvina Settentrionale.

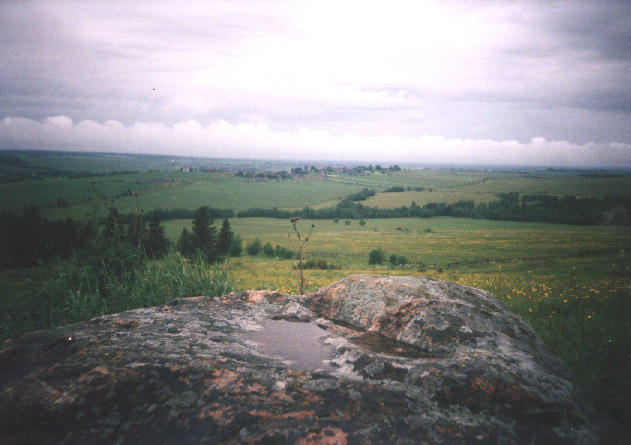
L'Isakova gora, culmine degli Uvali settentrionali, nell'oblast' di Vologda.

Sono compresi fra il corso del fiume Kostroma ad ovest e il medio corso della Kama e della Vyčegda ad est, per una estensione longitudinale di circa 600 km. Si trovano sul territorio delle oblast' di Vologda, Kostroma, Kirov e della Repubblica dei Komi. Hanno altezze molto modeste (culminano a 293 metri s.l.m. con il monte Isakova) e sono frequentemente inframmezzate da aree più pianeggianti e paludose. L'altopiano è composto da depositi glaciali e fluvio-glaciali, nelle zone più elevate sono presenti affioramenti di substrato roccioso. La superficie è ricoperta da vegetazione di conifere, in alcuni punti è molto paludosa.
Negli Uvali settentrionali hanno le loro sorgenti alcuni fiumi della zona, tra i quali il più importante sono lo Jug (componente di destra della Dvina Settentrionale) con il suo tributario Luza, la Unža, la Moloma e la Sysola.
I più grandi insediamenti della regione sono le città di Nikol'sk e Muraši.